# فابیان باسکز
فابیان باسکز (انگلیسی: Fabián Vázquez؛ زادهٔ ۱۹۴۳) ورزشکار اهل مکزیک است.
وی در مسابقات کشوری و بین‌المللی در مجموع برندهٔ ۱ مدال برنز شده‌است.